# Studio central russe du cinéma documentaire

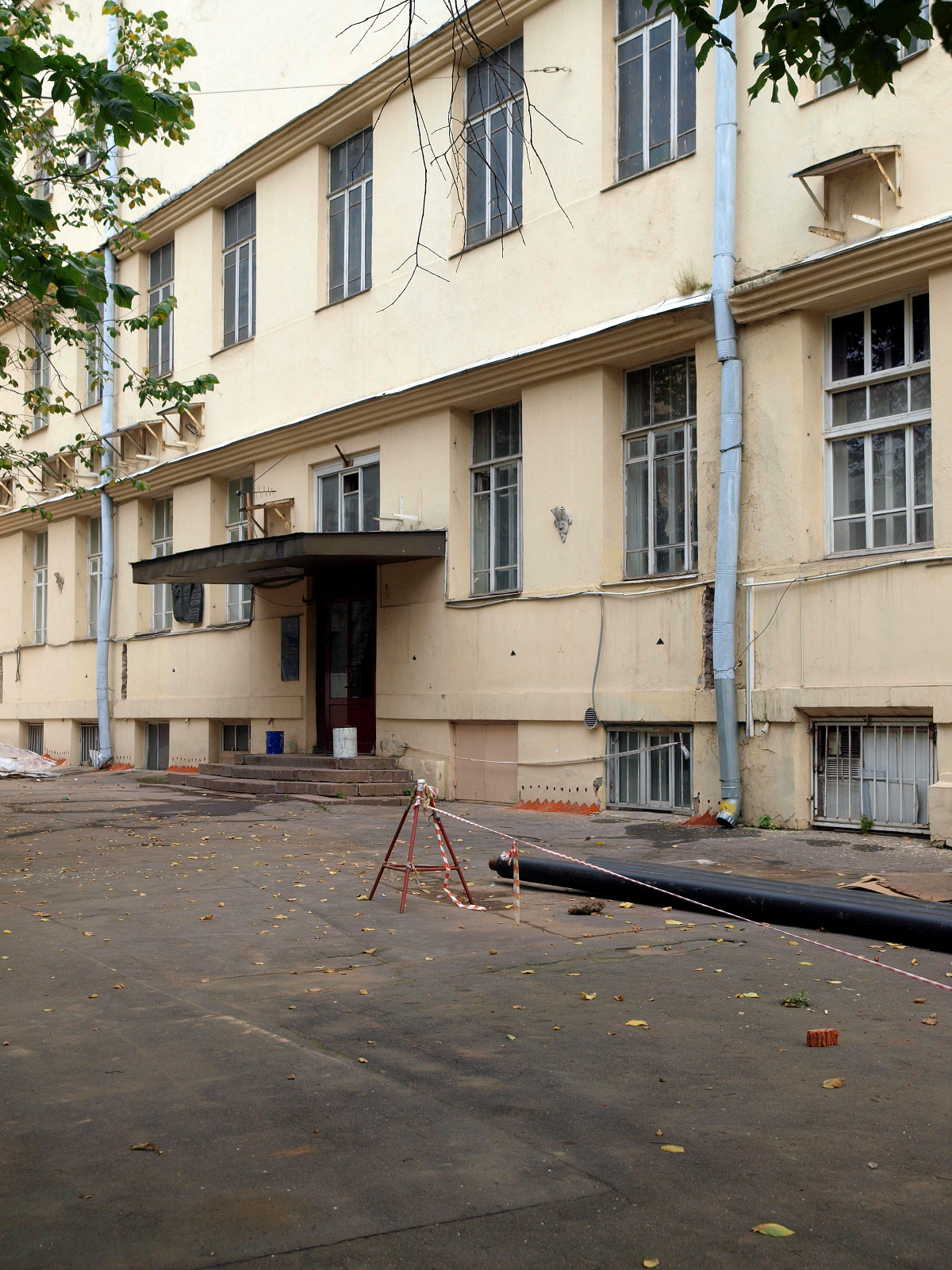
Siège du studio en 2008.

Le Studio central russe du cinéma documentaire, (russe : Российская центральная студия документальных фильмов) est un studio de cinéma documentaire soviétique et russe. Il a été fondé en 1927 à Moscou. Il a été décoré de l'Ordre du Drapeau rouge (1944) et de l'Ordre de Lénine (1971). Il est l'un des fondateurs du prix du laurier.
Selon les années, le studio s'appelait :
- 1931-1933 - Soyuzkinochronika (Союзкинохроника)
- 1933-1940 - Studio d'actualités de Moscou (Московская студия кинохроники)
- 1940-1944 - Studio central d'actualités (Центральная студия кинохроники)
- 1944-1994 - Studio central du cinéma documentaire (Центральная студия документальных фильмов - ЦСДФ)
- depuis 1994 - Studio central russe du cinéma documentaire (Российская центральная студия документальных фильмов - РЦСДФ)[4],[5]